# Đô Xương
Đô Xương (chữ Hán giản thể: 都昌县, âm Hán Việt: Đô Xương huyện) là một huyện thuộc địa cấp thị Cửu Giang, tỉnh Giang Tây, Cộng hòa Nhân dân Trung Hoa. Huyện Đô Xương có diện tích 2.669,53 ki-lô-mét vuông, dân số 680.000 người. Huyện này nằm ở tọa độ 116°2′24″ đến 116°36′ độ kinh đông, 28°50′28″ đến 29°38′ độ vĩ bắc. Mã số bưu chính của huyện Đô Xương là 332600. 

## Hành chính
Đô Xương được chia ra làm 24 đơn vị hành chính cấp hương, gồm 12 trấn và 12 hương. Ngoài ra huyện này còn quản lí 2 đơn vị tương đương cấp hương khác
- Trấn: Đô Xương (都昌镇), Chu Khê (周溪镇), Tam Xá Cảng (三汊港镇), Trung Quán (中馆镇), Đại Sa (大沙镇), Vạn Hộ (万户镇), Nam Phong (南峰镇), Thổ Đường (土塘镇), Đại Cảng (大港镇), Thái Lĩnh (蔡岭镇), Từ Phụ (徐埠镇), Tả Lý (左里镇)
- Hương: Hòa Hợp (和合乡), Dương Phong (阳峰乡), Tây Nguyên (西源乡), Hương Khê (芗溪乡), Sư Sơn (狮山乡), Minh Sơn (鸣山乡), Xuân Kiều (春桥乡), Tô Sơn (苏山乡), Đa Bảo (多宝乡), Uông Đôn (汪墩乡), Bắc Sơn (北山乡), Đại Thụ (大树乡)

Đơn vị ngang cấp hương khác
- Khu đối ngoại hợp tác kinh tế kĩ thuật kiểu mẫu Giang Tây - Thái Lĩnh (江西省对外经济技术合作蔡岭示范区)
- Khu bảo quản trồng trọt các giống tốt Đô Xương (都昌县良种场)